# Le Pays des eaux

Le Pays des eaux est le troisième roman de Graham Swift, publié en 1983. Il a remporté le prix littéraire prix Guardian de Fiction et a été sélectionné pour le prix Booker.

## Résumé
L'histoire est située dans les Fens, une région marécageuse de l’Est de l’Angleterre, où se mêlent plusieurs histoires et époques historiques d’une lignée familiale, racontées par le personnage principal Tom Crick, professeur d'histoire.
Le roman est divisé en 52 chapitres où les grands événements historiques sont associés à l'histoire familiale en alternant le réel et le fantastique. Le style du roman peut être associé au genre littéraire du  conte de fée lié à l'omniprésence du narrateur ainsi qu'au mouvement du réalisme magique. Dans une interview, parue en 1986 dans le magazine BOMB, l’écrivain Patrick McGrath interroge Graham Swift sur le «sens de la magie» développé dans Le Pays des eaux : « l’expression que tout le monde emploie est celle du réalisme magique, qui est devenue désormais un peu éculée. Mais d’autre part, il n’y a aucun doute que les écrivains anglais de ma génération ont été fortement influencés par des auteurs étrangers qui possèdent, d’une manière ou d’une autre cette qualité de magie, de surnaturel, tels que Jorge Luis Borges, García Márquez, Günter Grass, et que ceci a été stimulant. En général, je crois que cela a été une bonne chose. Car nous sommes, comme toujours dans ce pays, terriblement bornés, absorbés en nous-mêmes et culturellement isolés. Il est grand temps pour nous d’absorber des choses venant de l’extérieur. »
Le roman est considéré comme l'un des meilleurs romans anglais de la littérature contemporaine.
En 1992, l'ouvrage a été adapté au cinéma sous le titre de Waterland réalisé par Stephen Gyllenhaal.